# Porte-des-Bonnevaux
Porte-des-Bonnevaux – gmina we Francji, w regionie Owernia-Rodan-Alpy, w departamencie Isère. W 2013 roku liczba ludności wynosiła 1967 mieszkańców. 
Gmina została utworzona 1 stycznia 2019 roku z połączenia czterech ówczesnych gmin: Arzay, Commelle, Nantoin oraz Semons. Siedzibą gminy została miejscowość Semons. 